# Монтекия ди Крозара
Монтѐкия ди Кроза̀ра (на италиански: Montecchia di Crosara; на венециански: Montecia de Crosara, Монтеча де Кросара) е малко градче и община в Северна Италия, провинция Верона, регион Венето. Разположено е на 87 m надморска височина. Населението на общината е 4370 души (към 2015 г.).